# Robert Bagage
Robert Bagage, noto anche con lo pseudonimo di Robba (Lione, 30 giugno 1916 – Lione, 3 ottobre 2002), è stato un fumettista francese.

## Biografia
Si dedicò inizialmente all'attività di illustratore sportivo per poi passare al fumetto con la serie "Gil Rex" pubblicata sulla rivista Coeurs Vaillants nel 1941. L'anno successivo entrò a far parte della casa editrice SAGE di Ettore Carozzo per la quale disegnò la serie "Yvon et Toni" per la rivista Jumbo; dal 1943 lavorò come illustratore per Pic et Nic e Cendrillon e realizzò anche alcuni racconti con lo pseudonimo di Rovic. Conobbe Marcel Navarro (futuro co-fondatore della casa editrice Lug) e Pierre Mouchot (editore di Fantax). Dopo la guerra, Bagage e Navarro realizzarono quattro episodi della striscia "Agente Segreto Z 302" per le Éditions Sprint di Lione. Nel 1946 Bagage fondò la sua casa editrice, le Éditions du Siècle, che nel 1951 cambiò nome in Impéria; con sede a Lione, Impéria pubblicò una vasta serie di titoli d'avventura, come "Tom-X", "Radar", "Targa", "Garry" e "Youpi", con opere sia di autori italiane e spagnoli che francesi come Bob Vinell, Félix Molinari, Bob Roc, Georges Estève, Raoul Auger, André Rey e lo stesso Bagage che disegnò la maggior parte delle storie di Tom-X. Nel 1949 lanciò "Super Boy", uno dei primi fumetti tascabili in Francia. Le storie principali furono disegnate da Félix Molinari e scritte da Bagage. Dagli anni '50 fino alla chiusura della casa editrice nel 1986, seguirono molti nuovi titoli: "Buck Jonn", "Kit Carson", "Tex Tone", "Oliver", "Jim Canada", "Battler Britton", "X 13", "Rapaces" e "Panache". Bagage visse poi in pensione fino alla sua scomparsa nell'ottobre 2003.